# 사마준
사마준(司馬駿, 232년 ~ 287년 음력 9월 29일)은 삼국시대 말기 조위의 관료이자 서진의 황족이다. 자는 자장(子臧)이며 하내군 온현(溫縣) 사람이다. 작호는 부풍왕(扶風王) 시호는 무(武)이다.

## 생애
사마준은 하내(河內) 온현(溫縣) 효경리(孝敬里) 사람으로 사마의의 일곱번째 아들로 태어났다. 사마준은 어려서부터 학문에 능했으며 오륙세에 글로 소통하고 경서를 외워 주위 사람들이 사마준을 기이하게 여겼다. 당대의 명사 순의와 인효를 논하는것으로 명성을 날렸고, 장성해서도 청정한 뜻으로 도를 지켰기에 서진 종실 최고의 준걸로 기대를 받았다고 한다. 위 경초 연간(237년~239년)에 평양정후(平陽亭侯)로 봉해졌으며 일찍이 사마준의 재능을 눈여겨본 조예의 명으로 조방(曹芳)이 황제가 되었을 때 8세에 불과한 사마준은 산기상시로서 황제에게 글을 강론했다. 이후 보병교위(步兵校尉), 둔기교위(屯騎校尉)를 거쳐 상시(常侍), 향후(鄉侯)로서 평남장군(平南將軍), 가절, 도독회북제군사(都督淮北諸軍事)를 역임하였으며 평수후(平壽侯)로서 안동장군(安東將軍)이 되어 대오전선을 총괄하게 되었다. 264년 동모후(東牟侯)로서 안동대장군(安東大將軍)이 되어 허창(許昌)을 지켰고 265년 서진이 건국되자 여음왕(汝陰王)에 봉해진다.
작피(회남지방의 제방)를 공격한 정봉을 막아냈으며 이후 합비를 공격한 정봉과 제갈정의 오군을 막아내었다. 정봉이 이간책으로 석포와 조정을 분열시켰을 때 손삭을 보내어 석포가 군사권을 내놓고 사죄하도록 이끌었다. 270년 독발수기능이 난을 일으켰는데, 진압에 나선 장수들이 줄줄이 실패하자 사마염에 의해 진서대장군으로 임명되어 옹주, 양주의 군사를 총괄하여 맞섰다. 그러나 견홍이 패하여 죽고 사마준은 그 책임을 지고 경질된다. 후임 사령관으로 추대된 가충은 정벌에 뜻이 없어 곧 물러나고 일년만에 다시 사령관으로 복귀하여 둔전을 설치하고 병사를 양성하여 274년 대대적인 반격을 시작, 278년까지 독발수기능과 맞서 수차례 이기고 연맹을 해체시켜 그의 세력을 상당히 약화시킨다. 그 결과로 선비족 20만명이 사마준에게 투항하였고, 이 공으로 부풍왕에 봉해지고 표기장군으로 승진하였다.
282년 사마유가 순욱과 풍담의 모략으로 산동으로 쫓겨날 때 반대했지만 뜻을 이루지 못했다.
286년 흉노족 10만명이 사마준에게 귀부하였다.
287년 음력 9월 29일 병사하였다.

## 가족 관계
- 아버지 : 사마의
- 형제 : 사마량, 사마주, 사마경, 사마간
- 아들 : 사마창, 사마흠

## 참고 문헌
- 《진서‧선오왕 문육왕전》 권38 열전 제8